# Jaroslav Vejvoda
Jaroslav Vejvoda (ur. 1 lipca 1920 w Pradze, zm. 29 lipca 1996 tamże) – czeski piłkarz napastnik, trener.
Wychowanek SK Brevnov. Zawodnik SKEP Praga, Sparta Praga (1943–1948), z którą zdobył dwukrotnie mistrzostwo Czechosłowacji i FC Vítkovice (1949–1953).
W tym ostatnim klubie zadebiutował jako trener, następnie szkolił Baník Ostrawa. Od 1960 szkolił Duklę Praga, z którą zdobył przez 18 lat siedmiokrotnie mistrzostwo Czechosłowacji. W międzyczasie prowadził Legię Warszawa (1966–1969 w 78 meczach) oraz ponownie (1973–1975 w 60 meczach). Zdobył mistrzostwo i Puchar Polski. 